# Seybruch
Seybruch ist ein Ortsteil der Stadt Dannenberg (Elbe) in der Samtgemeinde Elbtalaue im Landkreis Lüchow-Dannenberg in Niedersachsen.
Das Dorf liegt zwei Kilometer östlich des Zentrums von Dannenberg an der B 191.

## Geschichte
Für das Jahr 1848 wird angegeben, dass das Forsthaus Seybruch ein Wohngebäude hatte, in denen 14 Einwohner lebten. Zu der Zeit war der Ort nach Quickborn eingepfarrt, wo sich auch die Schule befand.
Am 1. Dezember 1910 hatte Seybruch als Forstbezirk im Kreis Dannenberg fünf Einwohner.